# Marx és Mérei Tudományos Műszerek Gyára
Marx Ferenc kisiparos 1900. július 15-én indította meg üzemét a Budapest, VI. kerület Aradi utca 60. szám alatt. Mérei Emil 1898-ban Ferenc József jubileumi ösztöndíjában részesült és párizsi tanulmányutat tett. Hazatérése után ő is bekapcsolódott a vállalkozásba, s a cég felvette a Marx és Mérei Tudományos Műszerek Gyára nevet.

## Története
A cég államsegéllyel kívánta a századforduló utáni műszergyártási konjunktúrát kihasználni. 1904-ben már a mérőeszközök osztályán 2000 darab hő-, feszültség-, vízállás-, vízszintmérő és rugómérleg készült. A cég újabb megrendeléseket nem szerezhetett, mert az osztrák és német importból származó, ismertebb nevű cégek uralták a piacot. Bár a gyár termékeinek minősége, műszaki színvonala elérte a külföldiek színvonalát, olcsóbbak is voltak, de hiányzott a piaci bevezetés. A hazai műszerek felhasználásában a gépgyárosok konzervatívak voltak és inkább külföldi kapcsolataikat részesítették előnyben.
A vállalat másik osztálya a fizikai, kémiai, elektrotechnikai laboratóriumok kísérleti műszereit gyártotta. Ezek eljutottak Olaszországba, Spanyolországba, Egyiptomba, Bulgáriába, sőt Dél-Amerikába is.
A cég profilbővítésre törekedett, állami segély igénybevételével. A Budapesti Kereskedelmi és Iparkamara 1904-ben felmérést végzett, hogy indokolt-e a segély. Természetesen a konkurens cégek vezetői elutasítólag nyilatkoztak, hiszen ezzel a versenytárs erősödött volna meg. A hazai kereskedők pedig nem árusítottak belföldi gyártmányokat, attól tartván, hogy a fogyasztók - őket kihagyva - közvetlenül a gyártótól vásárolnák meg őket.
Az elektrotechnikainál még kedvezőtlenebb helyzetben volt a mechanikai műszergyártás. A műszergyártó cégek száma szaporodott, de versenyképesen csupán a Süss-féle vállalkozás fejlődött. A tömeggyártás hiányában inkább a műszerek javításával foglalkoztak.
A cég 1907-ben újabb állami segélyért folyamodott, de hiába; a versenytársak ismételten meghiúsították a kísérletet, így a cég kénytelen volt a tőkehiány finanszírozására a Pesti Magyar Kereskedelmi Bank hitelét felvenni.
Az Aradi utcai földszintes épületet kinőtték, a termelés egyre bővült. Megvették a Budapest XIII. kerület Bulcsú utca 7. szám alatti telket, ahova 1908. május 1-jén átköltöztek. Az állami segélyért folytatott kitartó küzdelem végre, 1911-ben sikerrel zárult. A Bulcsú utcai üzem megindulásának napjától 5 évre, a cég 80 000 korona segélyben részesült.

## A fellendülés
Marx Ferenc a kereskedelmi ügyleteket irányította. A gyártás, a szerkesztés és a laboratórium vezetése Mérei Emil feladata volt. A legtöbb munkát az iskolaszezon végén kapták. A fizikai és kémiai tanszerek gyártása, és javítása egyre nagyobb súlyt képviselt a különféle hőtechnikai műszerek mellett. Speciális műszerekkel látták el a selyemfonodákat, a MÁV mozdonyokat, a Ganz-féle hadihajókat stb. Foglalkoztak továbbá vetítőgépek és tartozékaik, fényképészeti eszközök, diavetítők, szikrainduktorok, röntgenkészülékek, kapcsolótáblák, Hertz-, Tesla-, Marconi-féle készülékek stb. előállításával.
A Marx és Mérei már az első világháború előtt sorra adta ki gyártmányismertetőit. Neve egyre ismertebb lett. Sikereire vall, hogy 1901-ben a kecskeméti kiállítás bronzérmét, az 1903. évi Országos Segéd- és Tanonckiállítás 3 arany, 4 ezüst, 8 bronzérmét, valamint az Országos Iparegyesület bronzérmét nyerte el. A későbbiekben még többet is.

## A mérőműszergyártás fellendülése
Az első világháború után új alapokra helyezték a termelést. Az elektromosság terjedésével felmerült igényre, 1918-ban bevezették az elektromos mérőműszerek gyártását. A cég „vegyeskereskedés” jellege nem szűnt meg. 1920-tól gyártottak epidiaszkópokat, mozgóképes vetítőgépeket, az 1930-as években az idegen nyelvű hangosfilmekhez magyar feliratnyomó gépeket. Külföldi licencek alapján színpadi világítóberendezéseket, reflektorokat készítettek. Az első felhő- és hullámvetítőket a Nemzeti Színházban ők szerelték fel.
Bár a Marx és Mérei cég 0,5% osztálypontosságú műszerei jó hírnévnek örvendhettek, nem vehették fel a versenyt az EIC termékeivel, de az EKA műszaki színvonalát meghaladták. 1925-től beindult a repülőműszerek gyártása. 1942-ben a vállalaton belül két nagy egységet hoztak létre. A repülőműszergyárban csak „keresztény” alkalmazottakat és munkásokat foglalkoztattak, míg a másik részleg a hagyományos profilt gyártotta. Az új neve: „Marx és Mérei Tudományos-, Elektromos Műszerek és Feszmérők Gyára- Első Magyar Repülőműszergyár” lett. 1943-tól a repülőműszereket előállító gyár, mivel a vezetésben csak a Marx testvérek maradtak, felvette a „Marx és Marx Első Magyar Repülőműszergyár” nevet.
A vállalat 1930-tól a magyar légierő részére nagy mennyiségben szállított műszereket, ellenőrző és hitelesítő berendezéseket. A gyárépületre 1941-ben felhúztak egy emeletet. A gyár élére hadiüzemi személyzeti parancsnok került.
A vállalat bekapcsolódott a Messerschmidt-programba. Alvállalkozóként a Weiss Manfréd gyár részére Bf 109 és Me 210 típusú repülőkhöz 1100 db műszerkészletet (fordulatszámmérő, olajhőmérő, víztávhőmérő, benzin-, olajnyomás- és szívótérnyomásmérő, légcsavarállásjelző, sebességmérő, magasságmérő, variométer, pilótairánytű, elfordulásjelző horizont) szállítottak. Megszerezték egyes német műszerek utángyártási jogát is. A megnövekedett termeléshez a Bulcsú utcai részleget bővítették, és két műszakos gyártást vezettek be. Mivel a HM újabb szállításokat követelt a Messerschmidt-programon kívül, és a gyárat a lövegműszergyártásba is bekapcsolták, további bővítés volt szükséges. 2,4 millió pengő kölcsönért folyamodtak, megvásárolták a XIII. kerület Szekszárdi út 19-25. szám alatti, egyemeletes „Lőwi Rudolf Mechanikai Szövőgyár Rt.”-t. Ott helyezték el az alkatrészgyártást, felületkezelést, irodákat, raktárakat, nyersanyagokat, előszerelést.

### Területi elosztás
| Telephely                                      | Használható alapterület m² |
| ---------------------------------------------- | -------------------------- |
| XIII. Bulcsú u. 7.                             | 1250                       |
| XIII. Szekszárdi út 19-25.                     | 3100                       |
| XIII. Frangepán u. 53.                         | n.a.                       |
| V. Wahrmann u. 2. (Ma: XIII. Victor Hugo utca) | 500                        |
| VII. Éva u. 14. (Ma: Asbóth utca)              | 250                        |
| V. Váci u. 18.                                 | n.a.                       |

A gyár vezetői a Szekszárdi úton kívánták összevonni a szétszórt telepeket, és további 3000 m² építését tervezték. A munkaszervezési nehézségeket látva a HM nem járult hozzá az új gyár felépítéséhez.

## A háború alatt és után
A feszített programot a gyár nem tudta végrehajtani. A Messerschmittgyártás 1943–1944-ben már 500-500 darab komplett műszerkészletre tartott igényt, miközben a munkáslétszám stagnált. A Messerschmitt-programon felül a cégnek 23 000 darab különféle típusú repülőműszert kellett volna szállítania, ezen felül a javításokat is ellátni.
A Bulcsú utcai és Szekszárdi úti bővítést a frontvonal közeledése hiúsította meg. A gépparkot leszerelték, majd a Nógrád vármegyei Nőtincs és Szendehely községekbe telepítették ki. Szendehelyen üzlethelyiségeket alakítottak át, barakkokat építettek, míg Nőtincsen a kastélyban helyezték el a gépeket. A Nőtincsi telepet Szany községbe akarták áttelepíteni, de a HM 1944. november 8-i nyílt parancsára uszályokon az ausztriai Obermühlbe akarták szállítani, azonban az uszály Nógrádverőcénél elsüllyedt.
A vállalat üresen álló helyiségeit az Elhagyott Javak Kormánybiztossága vette gondozásba. Élére kormánybiztost neveztek ki. 1946 közepén a dolgozóknak egy kis kollektívája megalakította a Műszaki Munkaközösség és Értékesítő Szövetkezetet, amit 1948. március 28-án államosítottak.
A szövetkezeti forma 1949. augusztus 1-jéig állt fent, amikor is megalakult a Mechanikai Mérőműszerek Gyára, melyet a Marx testvérek elhagyott gyárában helyeztek el. Ide olvasztották be még a Zoltán Hugó és Társa vállalatot. 1950-ben a Pártos és Társa Feszmérőgyár feszmérő és hőmérő üzemét, a Gamma N.V. mérőszalag gyárát és több kisebb céget vontak össze. 1953-ban felvette a Közlekedési Mérőműszerek Gyára nevet.